# Koos Verbeek
Koos Verbeek (* 22. November 1928 in Rotterdam; † Oktober 2011) war ein niederländischer Fußballspieler. Der Mittelfeldspieler wurde in seinem Heimatland jeweils einmal Meister und Pokalsieger.

## Sportlicher Werdegang
Verbeek debütierte am 27. Oktober 1946 für die Wettkampfmannschaft von Sparta Rotterdam, für die er bis zum Oktober 1958 180 Pflichtspiele bestritt. 1953 und 1956 gewann er mit dem Klub jeweils die Regionalmeisterschaft, durch den Titel von 1956 qualifizierte sich das von Trainer Denis Neville betreute Team für die neu gegründete Eredivisie. 1958 gewann er mit der Mannschaft an der Seite von Peet Geel, Rinus Terlouw und Tinus Bosselaar mit dem KNVB-Pokal seinen ersten landesweiten Titel, dem in der Spielzeit 1958/59 – in der er, in Folge einer Knieverletzung, allerdings nur zu Saisonbeginn noch aktiv war – der niederländische Meistertitel folgte.
Im Anschluss an seine aktive Laufbahn blieb Verbeek Sparta in verschiedenen Positionen erhalten, unter anderem arbeitete er als Trainer und Scout.
Seine Söhne Pim und Robert Verbeek waren jeweils Spieler bei Sparta Rotterdam, ehe sie eine Trainerkarriere starteten.